# Diadectes
Diadectes (betyder penetrerande bett) var ett stort reptilliknande fyrfotadjur som levde under tidig perm. Det var ett av de första fyrfotadjuren som var växtätare och ett av de första helt landlevande djur som blev riktigt stora. Diadectes var kraftigt byggd och blev mellan 1,5 och 3 meter lång. 
Diadectes har ett reptillikt skelett men skallen har primitiva drag som påminner om de amfibiska Seymouriamorpha. De brukar klassas som för Amnioter som är nära släkt med de djur som senare gav upphov till gruppen Amnioter.
I munnen återfinns två olika sorters tänder som är specialiserade på varsin uppgift, de främre tänderna som river av växterna och de bakre tänderna (molarer) som krossar dem. Diadectes kunde även andas samtidigt som den åt, en egenskap som inte finns hos många av de mer avancerade reptilerna. 
Fossilfynd har hittats i Nordamerika, speciellt i Texas.

## Bilder

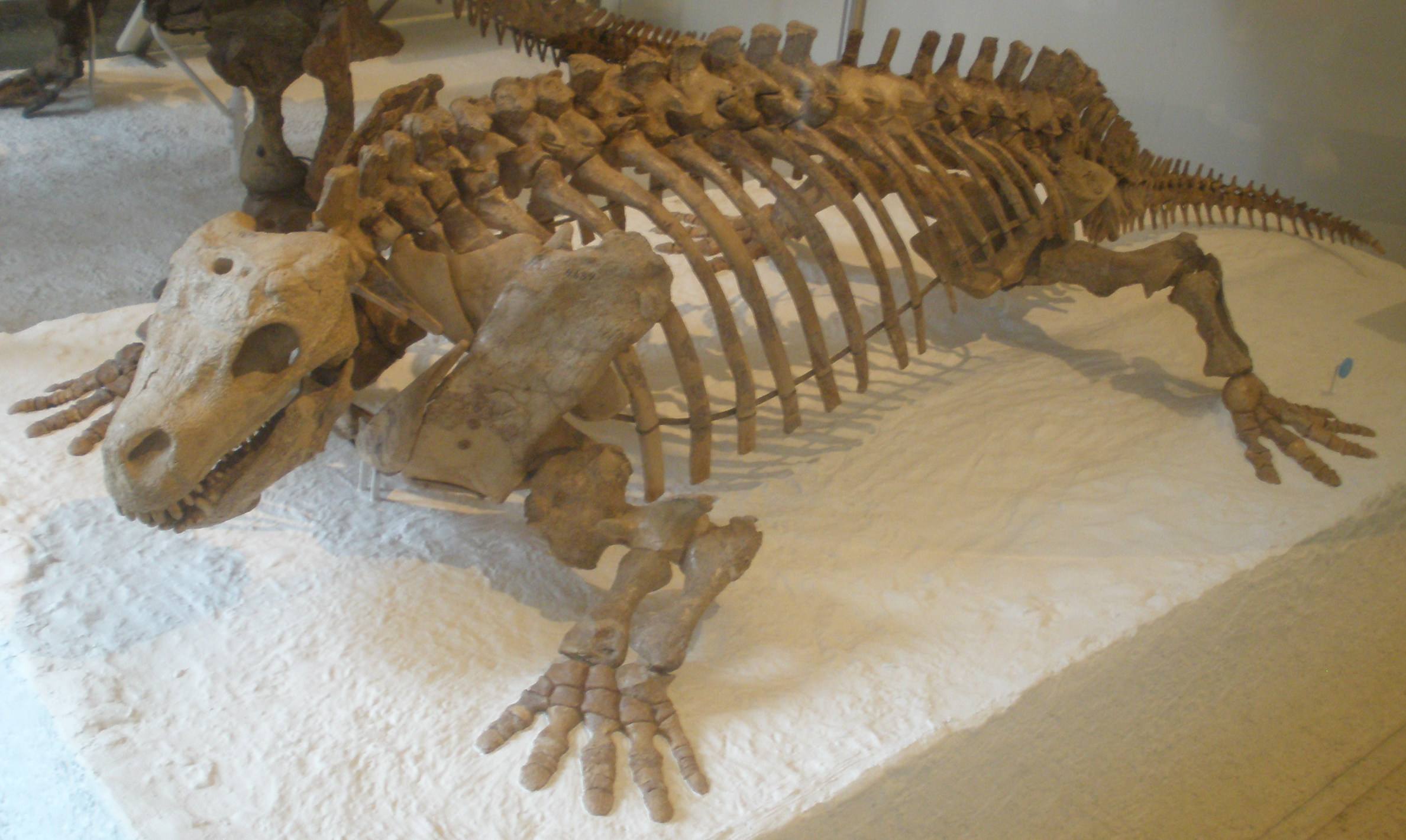
Diadectes phaseolinus
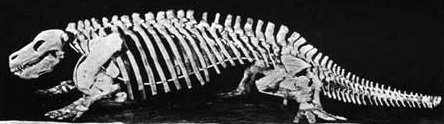
Diadectes skelett.
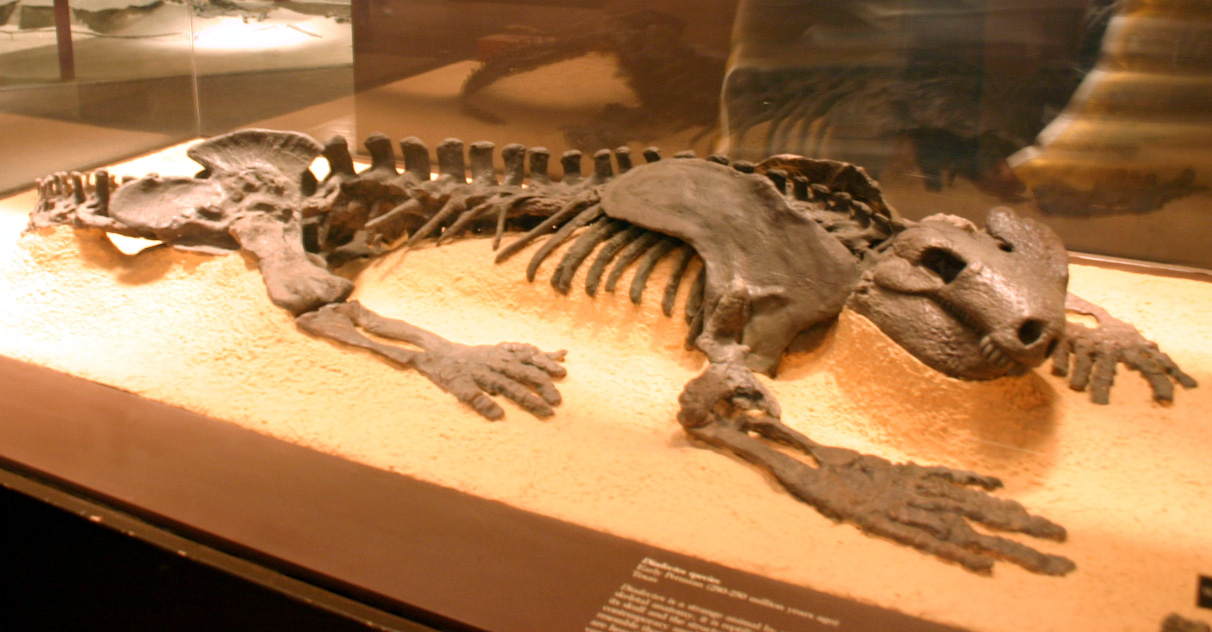
Diadectes fossil.